# Luis de Navarra
Luis de Navarra, Luis de Evreux, Luis de Evreux-Navarra o bien Luis de Beaumont (c.1337-1342-Puglia, 26 de junio de 1376) fue el I conde de Beaumont y duque consorte de Durazzo además de infante de la Casa Évreux-Navarra que ejerció de lugarteniente y gobernador del reino de Navarra en muchas ocasiones durante las largas ausencias de su hermano ocupado en atender otros asuntos en Francia.

## Nacimiento y familia
Fue el penúltimo hijo de los reyes Juana II de Navarra y su consorte Felipe III. Era, por tanto, hermano del rey Carlos II de Navarra que le nombró lugarteniente del reino en algunos períodos. Heredó el condado de Beaumont-le-Roger de su hermano (1354) y se convirtió en duque de Durazzo por derecho de su esposa, Juana de Durazzo, en 1366.
Mantuvo una prolongada relación extramatrimonial con María García de Lizarazu, hija del escudero García de Lizarazu, un miembro de la nobleza navarra de Ultrapuertos. De esta relación nacieron Carlos, Tristán y Juana, «origen de la estirpe de magnates navarros de los Beaumont.»
En el tratado de Mantes (1354) el señorío y título de conde de Beaumont-le-Roger pasó a manos del rey de Navarra, Carlos II.
Mantuvo siempre una postura lo más neutral posible ante las crecientes rivalidades de los reinos hispánicos vecinos aunque no siempre de forma satisfactoria. Como medida de presión aragonesa, que esperaba la ayuda navarra prometida contra Castilla, se tiene noticia de que, en noviembre de 1356, Francés de Perellós, almirante aragonés al servicio de Francia, se hizo temporalmente con uno de los castillos navarros en Normandía (Pont-Audemer). El infante Luis, gobernador en Navarra en ausencia de Carlos II, envió finalmente a Juan Pérez de Esparza al rey de Aragón atendiendo la promesa.

## Lugarteniente y gobernador en Navarra
Aunque se registre en 1361 Carlos II su nombramiento como gobernador de Navarra,, Luis llevaba asumiendo la labor de lugarteniente de Navarra desde 1351 constituyendo «un verdadero virreinato en Navarra» «y desempeñando cuantas funciones podían corresponder a un jefe de Estado en el siglo XIV.» Sin duda Luis era persona «de la entera confianza del monarca, cuyos dictados siguió fiel y escrupulosamente». El encarcelamiento de Carlos II en 1356-1357 y su política en Normandía alejan durante mucho tiempo al soberano dejando plenos poderes a Luis en el reino. Se han conservado pruebas de dicha actividad: originales de las cuentas del reino, varios registros y sobre todo un cartulario, conjunto de todas las cartas que dimanaban del Consejo Real en 1361, momento de la venida de Carlos II.»
En línea con la estrategia trazada por el monarca para Navarra antes de su partida, la labor de Luis «va a estar marcada por un firme propósito de mantener a toda costa en paz a Navarra, buscando soluciones diplomáticas a cuantos conflictos pudieran amenazarla —el ejemplo de los problemas fronterizos es todo un símbolo— y, por otra parte, manteniendo una estricta neutralidad en aquéllos otros litigios que enfrentaran a terceros estados entre sí.» Ante vecinos tan poderosos (Inglaterra, Francia, Aragón y Castilla), el reino de Navarra, el condado de Evreux y todas las posesiones normandas, geoestratégicamente era objeto de atención e interés de todos ellos aunque sus recursos eran limitados y, en muchas ocasiones, mermados.  Por ello, en la línea marcada para los temas peninsulares «se trataba de no comprometerse o comprometerse lo menos posible en la política hispánica.»

### Diplomacia y mediación: la guerra de los Dos Pedros
El inicio de la guerra de los dos Pedros marca un hito en torno al cual cabe distinguir «dos etapas claramente diferenciadas a lo largo de la lugartenencia: el antes y el después del enfrentamiento castellano-aragonés.»
La tónica destacada durante los primeros años en las relaciones mantenidas por Navarra respecto a sus vecinos peninsulares «fueron cordiales y fluidas», sin dejar de intercambiar embajadas, aunque registrando un notable descenso de la actividad diplomática, «un indicio sintomático de la inexistencia de fricciones y problemas de entidad.» Ni siquiera los incidentes fronterizos de 1355 entre vecinos de Corella y de Alfaro tuvo apenas repercusión en esa tónica gracias a la rápida y certera respuesta diplomática que ahogo posibles consecuencias negativas en tal concordia. Al contrario, tras los sucesos «las relaciones con Castilla vuelven a ser, pues, fluidas y correctas.»
Cuando el 17 de noviembre de 1358 sea nombrado Guido de Bolonia nuevo nuncio, en sustitución del cardenal Guillermo de La Jugie, el nuevo legado papal contará con la acogida y auspicios del reino de Navarra, interesado en la mediación. Luis de Navarra facilitará la estancia de su primo y amigo tanto en Estella como sobre todo en Tudela «donde se desarrollan una especie de conferencias de paz». Su larga estancia entre 1359 y 1361 en España, en el contexto de la guerra de los dos Pedros, se culminó en el tratado de Terrer firmado en Deza y Terrer a mediados de mayo de 1361: «aunque los dos reyes mostraron una teórica buena disposición ante la intervención del legado, la labor de éste iba a resultar a la postre estéril.»

### Regreso de Carlos II
El regreso de Carlos II a Navarra se verificó a finales de 1361 y, en principio, no obedecía ni «añoranza» por el reino, ni a un «llamamiento de sus súbditos como en otros reinados, ya que el reino no se encontraba en estado de incertidumbre por la actuación arbitraria de los oficiales reales» ni «tampoco fue por recelo contra el infante Luis, que ejerció su papel de delegado regio, con toda dignidad, autoridad y falta de ambiciones personales.» Hay que buscar los motivos de peso en otro lado, en la explicación apuntada por María Isabel Ostolaza Elizondo:

«En 1361, su posición en Francia se había vuelto delicada, pues tras las revueltas y desórdenes de la fracasada sublevación parisina contra el delfín, ni París ni Normandía ofrecían garantías de seguridad, y por otra parte su situación económica era comprometida, pues las rentas de sus dominios franceses, estaban confiscadas por el contencioso con los Valois.»

Lejos de cesar en su lucha en defensa de sus derechos, «seguía reclamando el cumplimiento de los acuerdos compensatorios por la entrega de los condados de Champaña y Bría a la casa real francesa, además del pago de lo estipulado en las capitulaciones matrimoniales previas a su boda con la infanta Juana de Francia.» En este momento, necesitado de recursos económicos, el reino de Navarra, a pesar de hallarse «sometido a una sangría continua» que terminará por agotar a todas sus capas sociales, se presentaba como la opción más viable donde obtenerlos.

## Normandía
Participó en nombre de su hermano Carlos II de Navarra en la guerra contra Carlos V de Francia y tras la batalla de Cocherel (16 de mayo de 1364) fue enviado como lugarteniente y capitán general de los señoríos del rey navarro en Normandía. Después de Cocherel, estando las tropas francesas asediando el condado de Evreux, Luis, al frente de navarros y gascones, se apoderó de La Charité-sur-Loire, rechazando al duque de Borgoña y regresando a Normandia para establecer una alianza con Juan de Monfort y pretendiente al ducado de Bretaña. Monfort triunfa en septiembre de 1364 contra su rival, Carlos de Blois, lo cual aprovechó Luis para tomar Valognes y poner una guarnición en Avranches. Para finales de 1364 las tropas navarro-gasconas guarnecían Gavray. 
Tras la batalla de Auray, que daba por finalizada la guerra de sucesión bretona (29 de septiembre de 1364), los reyes de Francia y de Navarra buscaron la reconciliación. Para ello mediaron, una vez más, las reinas Juana de Evreux, tía de Carlos II que había quedado viuda de Carlos IV de Francia, una de las mejores aliadas del monarca navarro, y Blanca de Évreux, hermana de Carlos II y viuda de Felipe VI de Francia, además del captal de Buch, a quien el rey de Francia trataba de unir a su causa obteniendo su liberación de manos de Bertrán du Guesclín.
Entre el 3 y el 6 de marzo de 1365 se negoció un tratado entre Navarra y Francia por el cual Carlos II renunciaba a las plazas de Mantés y Meulán así como al condado de Longueville —que el rey francés ya había donado a Du Guesclín por el rescate del captal de Buch— y a cambio recibía la baronía de Montpellier, además de la restitución de Evreux y el Cotentin. Dejaba al arbitraje papal sus pretensiones sobre Borgoña. Luis estaba en estas fechas en Normandía y recibió como adjunto a Eustaquio de Auberchicourt.
En abril de 1365 Luis partía para Navarra donde se encontraría con su hermano.

## Ducado de Durazzo
De su matrimonio con Juana de Durazzo (1366), hija del duque Carlos de Durazzo, miembro de la casa de Anjou-Sicilia, casado con María de Calabria. Obtuvo los derechos de Durazzo y el Reino de Albania, que se esforzó por recuperar. Recibió ayuda tanto de su hermano como del rey de Francia en esta empresa, porque Durazzo (el remanente del reino) estaba en manos de Carlos Topia. En 1372, condujo la Compañía navarra de mercenarios, que habían luchado a su lado durante la guerra en Francia, para que le ayudasen en la toma de Durazzo. Sus filas se incrementaron considerablemente en 1375 con nuevos reclutas directamente de Navarra. Muchos documentos conservados hablan de la naturaleza compleja de planificación e ingeniería militar que se realizó para asegurar el éxito. Esto se logró, tomando la ciudad en pleno verano de 1376. 
Luis murió poco después sin descendencia legítima.

## Cartulario del Infante D. Luis de Navarra, del año 1361
Es un documento conservado en el Archivo Real y General de Navarra que cuenta con 50 folios en una encuadernación moderna que porta el título de «Cartulario del Infante D. Luis de Navarra, del año 1361» El documento, escrito en romance navarro, fue objeto de un primer estudio, transcripción y publicación en 1981 firmando el trabajo la investigadora Béatrice Leroy, bajo «peculiares criterios de edición», y de un segundo estudio lingüístico en 1990, en la tesis doctoral de María Villar Fernández Urzainqui, donde al tiempo que se corrigen algunas lecturas de la edición anterior, «se afianza la hipótesis de una evolución autóctona del dialecto navarro que ha conducido, en unos casos a soluciones coincidentes con las castellanas, mientras que en otros se ha mantenido la solución navarra inicial hasta que se generaliza la castellanización lingüística.»

## Descendencia
Antes de su matrimonio con Juana de Durazzo, del cual no hubo descendencia, Luis de Navarra mantuvo una larga relación con María García de Lizarazu, hija de García Martínez de Lizarazu, con el resultado de tres hijos, «origen de la estirpe de magnates navarros de los Beaumont»:
- Juana de Beaumont (1359-1411), contrajo matrimonio con el ricohombre Pedro de Lasaga (1373).[28][29]
- Carlos de Beaumont (c. 1361-1432). Fue nombrado alférez de Navarra por Carlos II (1379), castellano de San Juan de PIe de Puerto y señor de Asiáin(1381).[30] Será la cabeza de un linaje de alféreces de Navarra y condes de Lerín, dando nombre a la bandería de los beaumonteses.[31]
- Tristán de Beaumont (1363-1396) fue canónigo de la catedral de Pamplona.[32][33]